# Aconitum soyaense
Aconitum soyaense är en ranunkelväxtart som beskrevs av Yuichi Kadota. Aconitum soyaense ingår i släktet stormhattar, och familjen ranunkelväxter. Inga underarter finns listade i Catalogue of Life.